# Джолівю (Вірджинія)
Джолівю (англ. Jolivue) — переписна місцевість (CDP) в США, в окрузі Огаста штату Вірджинія. Населення — 1168 осіб (2020).

## Географія
Джолівю розташований за координатами 38°6′40″ пн. ш. 79°4′6″ зх. д. / 38.11111° пн. ш. 79.06833° зх. д. (38.111149, -79.068297).  За даними Бюро перепису населення США в 2010 році переписна місцевість мала площу 4,92 км², з яких 4,91 км² — суходіл та 0,01 км² — водойми.

## Демографія
Згідно з переписом 2010 року, у переписній місцевості мешкало 1129 осіб у 571 домогосподарстві у складі 269 родин. Густота населення становила 230 осіб/км².  Було 601 помешкання (122/км²).
Расовий склад населення:
| - 91,2 % — білих - 4,4 % — чорних або афроамериканців - 2,2 % — азіатів - 0,4 % — корінних американців - 0,3 % — вихідців з тихоокеанських островів |

До двох чи більше рас належало 1,5 %. Частка іспаномовних становила 2,6 % від усіх жителів.
За віковим діапазоном населення розподілялося таким чином: 16,7 % — особи молодші 18 років, 62,9 % — особи у віці 18—64 років, 20,4 % — особи у віці 65 років та старші. Медіана віку мешканця становила 44,0 року. На 100 осіб жіночої статі у переписній місцевості припадало 79,2 чоловіків;  на 100 жінок у віці від 18 років та старших — 73,1 чоловіків також старших 18 років.
Середній дохід на одне домашнє господарство  становив 55 201 долар США (медіана — 31 548), а середній дохід на одну сім'ю — 80 929 доларів (медіана — 53 516). За межею бідності перебувало 16,5 % осіб, у тому числі 11,7 % дітей у віці до 18 років та 27,6 % осіб у віці 65 років та старших.
Цивільне працевлаштоване населення становило 603 особи. Основні галузі зайнятості: освіта, охорона здоров'я та соціальна допомога — 30,2 %, роздрібна торгівля — 20,1 %, виробництво — 10,9 %, науковці, спеціалісти, менеджери — 9,3 %.